# Hypocrella
Hypocrella — рід грибів родини Clavicipitaceae. Назва вперше опублікована 1878 року.